# No. 2 Commando
2-й загін британських командос (англ. No. 2 Commando) — підрозділ спеціального призначення британських командос, що структурно входив до складу британської армії за часів Другої світової війни. Загін формувався протягом війни тричі. Вперше це сталося 22 червня 1940 року; для комплектування цього спеціального підрозділу, що призначався виключно для проведення десантних операцій з висадкою парашутним способом у тилу противника, набиралися добровольці з усіх родів військ британської армії. 21 листопада 1940 року сталося формування 2-го загону вдруге, через те, що підрозділ першого формування був перейменований на 11-й батальйон SAS, а пізніше на 1-й парашутний батальйон. 2-й загін вже був класичним підрозділом спеціальних операцій і готувався по відповідній програмі. Першою операцією став рейд на Сен-Назер, у якому загін зазнав великих втрат. Одиниці вціліли, вони стали основою для формування 2-го загону командос третьої партії, який діяв на Середземномор'ї, брав участь у спеціальних операціях з висадкою на Сицилію, в Італію, Югославію, Албанію. Розформований 1946 році.

## Історія

### 1941
27 грудня 1941 року 2 взводи від 2-го загону британських командос взяли участь у спеціальній операції під кодовою назвою «Арчері», що, за підтримки кораблів британського флоту, проводилася силами загону No. 3 з метою дезорганізації тилу німецьких військ на окупованому ними норвезькому острові Вогсей у Согн-ог-Ф'юране.
Із самого початку висадки операція пішла трохи не за планом, командуванню довелось імпровізувати по ходу розвитку ситуації. Німці швидко отямились від несподіваного «Різдвяного» нападу та вчинили опір британським і норвезьким командос. У місті зав'язалась кривава сутичка між британськими та німецькими солдатами, яка швидко перетворилась на бій за кожну вулицю та дім. Підполковник Джон Дарнфорд-Слейтер віддав наказ на висадку свого резерву — 4-ї групи та здійснив маневр силами й засобами, зосередивши в місті більше своїх військ. Близько 14:00 британці практично завершили виконання завдань — були знищені чотири фабрики, запаси риб'ячого жиру, склади боєприпасів та палива противника, а також об'єкти, що становили певну цінність для німців. Місто палало у вогні. Британські кораблі тим часом вогнем своїх гармат знищили або серйозно пошкодили 9 суден і кораблів противника. Однак у сум'ятті битви загинув командир норвезьких командос капітан Мартін Лінге.
За результатами рейду операція пройшла вдало з виконанням усіх визначених завдань: усі споруди, об'єкти, що становили цінність для оборонної промисловості Третього Рейху були знищені або виведені на тривалий час з ладу; були потоплені 9 кораблів і суден сумарним тоннажем 15 000 тонн та знищені чотири ворожих бомбардувальники «Хейнкель». У бою вбито 150 німецьких солдатів, 98 — захоплено у полон, 71 норвежець перевезені до Британії, де вони приєднались до норвезького руху опору.
Британський флот не зазнав значних втрат, тільки крейсер «Кеніа» дістав пошкоджень, загинуло 4 матроси і ще чотири — поранені. Німцями були збиті 11 літаків союзників. У боях безпосередньо в зоні висадки загинуло 17 командос, ще 53 дістали поранень.
Паралельно з проведенням операції на острів Вогсей проводилася ще одна диверсійна операція під назвою «Анкліт» — рейд No. 12 Commando на Лофотенські острови за підтримки 22 кораблів та суден трьох флотів. На думку розробників плану операції, у той час німецькі військовики переважно святкуватимуть наступне свято після Різдва — День подарунків і не будуть у змозі адекватно відповісти на рейдові дії британців. Протягом двох діб оперативна група флоту та командос утримували низку важливих об'єктів на островах, зокрема вивели з ладу 2 ворожі радіостанції та потопили декілька суден. За результатами рейду Гітлер був певен, що союзники розпочали вторгнення до Норвегії, й віддав наказ утримувати в країні значні сили та засоби.

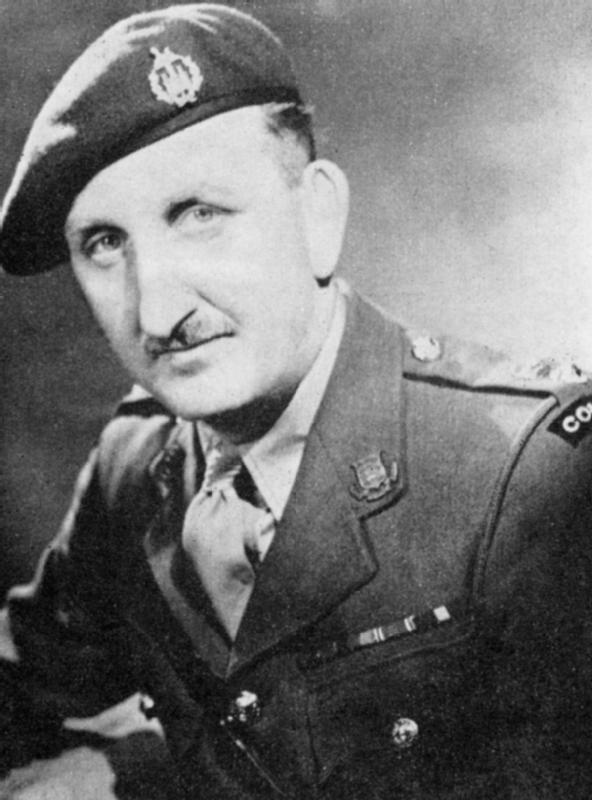
підполковник Огастес Чарльз Ньюмен

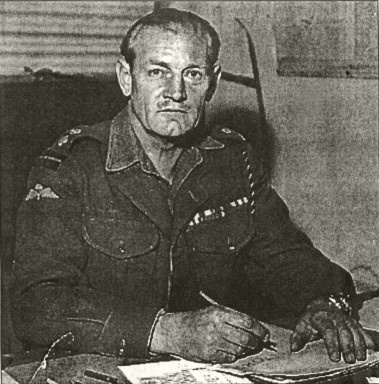
підполковник Джек Черчилль

### 1942
У березні 1942 року загін No. 2, посилений фахівцями-підривниками із загонів 1, 3, 4, 5, 6, 9 та 12, очолив основну ударну групу при проведенні одної з найславетніших операцій в історії військ спеціального призначення — операції «Колісниця», або, так званий рейд на морський порт Сен-Назер.
Списаний британський есмінець «Кемпбелтаун» був начинений 4,25 тоннами вибухівки (в трюмі були зацементовані 24 глибинні бомби «Mark VII»), рухаючись поздовж атлантичного узбережжя Франції, у супроводі 18 кораблів забезпечення та підтримки, приховано підійшов до морського порту Сен-Назер і далі з розгону врізався у ворота потужного Нормандського сухого доку. У цей час, скориставшись рейвахом, що виник на місці події, командос сміливими діями вивели з ладу значну кількість об'єктів морського порту. Через 8 годин, встановлений на сповільнене підривання вибуховий пристрій, вибухнув, вщент зруйнувавши обладнання доку, вбивши 360 німецьких солдатів, й унеможливив його відновлення до кінця світової війни. У цій операції взяв участь 241 командос, 64 з них загинули в боях з противником чи зникли безвісти; ще 109 — потрапили у полон. Два командос, серед п'яти нагороджених за цей рейд, підполковник Огастес Чарльз Ньюмен та сержант Томас Дюрран, отримали вищу нагороду — Хрест Вікторії. Ще 80 командос були відзначені за сміливість та відвагу іншими нагородами.

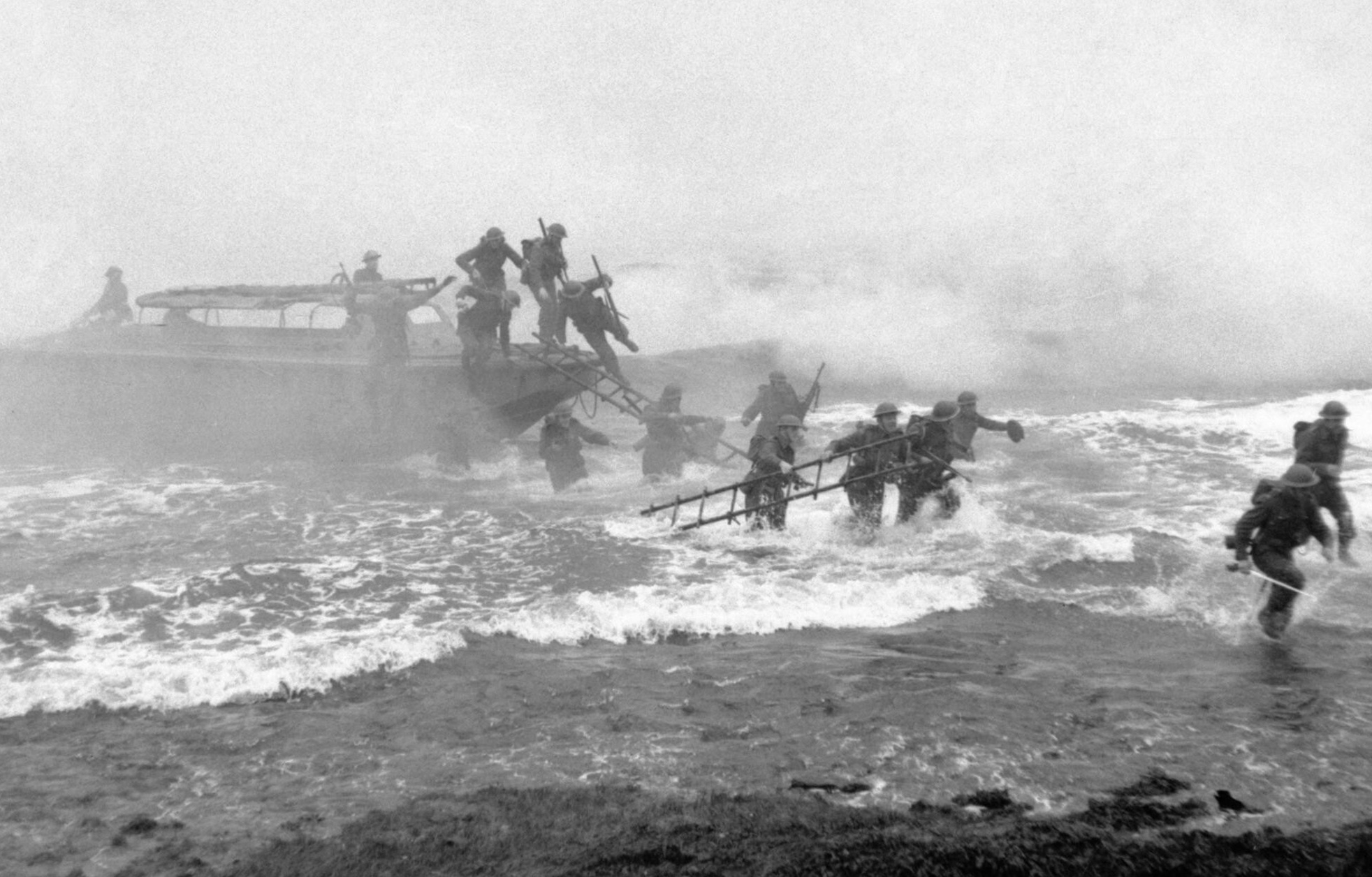
Тренування в Інверері в Шотландії з висадки британських командос на берег. Праворуч на світлині — командир 2-го загону командос майор Джек Черчилль, з мечем у руці

У вересні 1942 року командос 2-го загону, посилений двома норвезькими командос, взяли участь в операції «Мушкетон» — спеціальної операції з нападу на Гломфіордську гідроелектричну електростанцію у центральній Норвегії. Висадка десанту здійснювалася з французького підводного човна «Юнона». Раптовим та стрімким нальотом командос знищили трубопроводи, турбіни, з'єднувальні шахти та розподільчі щити інфраструктури станції, через що алюмінієвий завод, який живився від цієї станції, був зупинений й до кінця війни у стрій не увійшов.
При проведенні операції один командос загинув, ще сім були захоплені у полон. Нетривалий час їх утримували в німецькому замку Колдіц, звідки перевели до концтабору у Заксенгаузені. Незабаром у відповідності до таємного наказу Гітлера, так званого нім. Kommandobefehl, про страту усіх захоплених у полон десантників та командос, 7 учасників операції були розстріляні 23 жовтня 1942.
Ще три члени штурмової групи спромоглися відірватися від погоні та дістатися Швеції, через яку незабаром вони досягли Британії й повернулися до строю свого підрозділу.

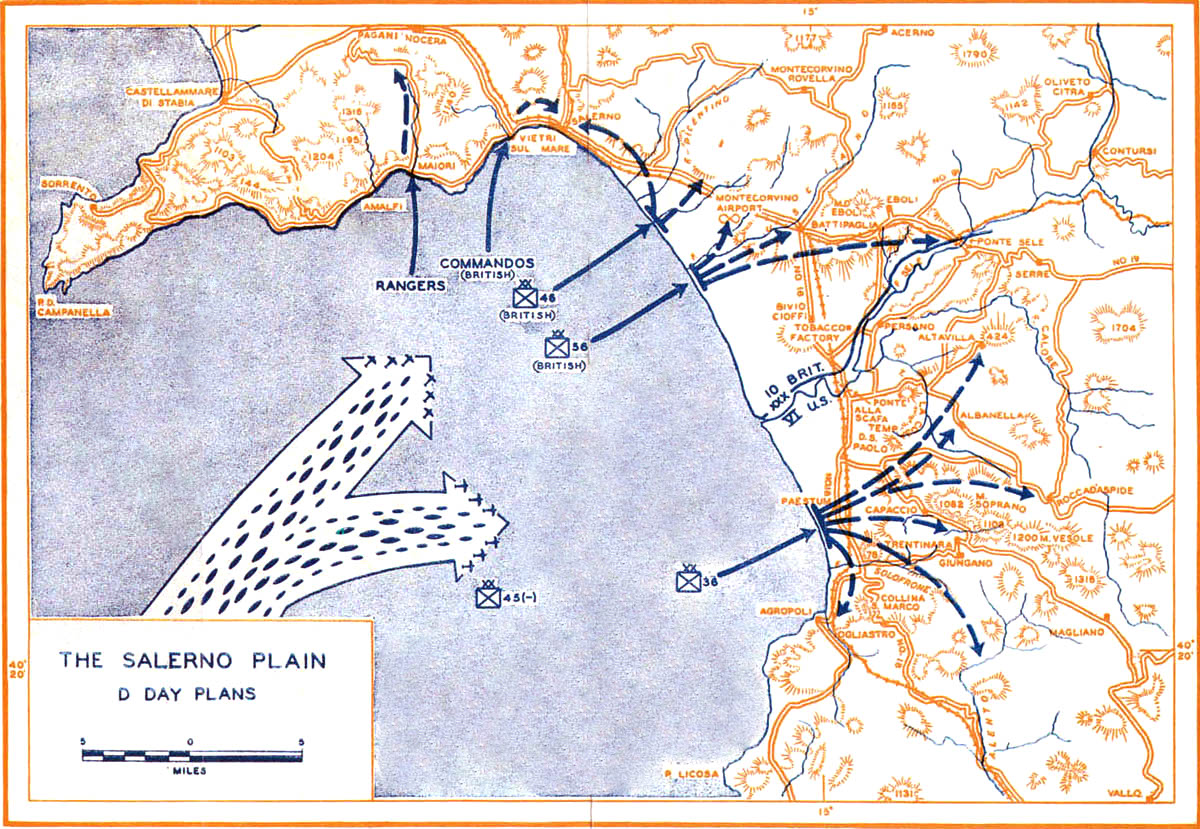
Загальний замисел операції з висадки союзників у районі Салерно під час вторгнення західних союзників до континентальної Італії

### 1943
У травні бригада спеціальної служби, що мала у своєму складі загони No. 2, No. 3, No. 40 та No. 41 була передислокована до Північної Африки, де приступила до підготовки до вторгнення на Сицилію. 10 липня група командос Спеціальної повітряної служби висадилася на південному мисі острову, маючи завдання захопити та утримати маяк та прилеглу територію узбережжя. Однак, через відсутність противника, акція пройшла без жодного пострілу.
22 липня 1943 року No. 2 Commando висадився на Сицилію на ділянці між Аугустою та Катанією, однак через відсутність противника в цьому районі, підрозділ не вів бойових дій до 15 серпня. Тільки цього числа британці висадилися поблизу Скалетта, 24 км на південь від Мессіни, де вступили в бій з німецьким ар'єргардом, що прикривав відхід італійсько-німецьких військ на континент.
3 вересня 1943 року No. 2 Commando висадився у В'єтрі-суль-Маре південно-західніше Салерно в ході операції «Аваланч». Основним завданням ударної групи було виведення з ладу німецької берегової батареї. Але, відразу після висадки на берег, британці виявили, що батарею ніхто не обороняє, й продовжили просування вперед, захопивши італійське селище В'єтрі-суль-Маре. Закріпившись на позиціях, командос забезпечили висадку морському десанту.
Наступним завданням у битві стало захоплення німецького спостережного посту на підходах до Ла-Моліна, звідкіля контролювалися усі підходи до плацдарму союзників в Салерно. 2-й загін у взаємодії з командос морської піхоти No. 41 виконали завдання, захопивши об'єкт та узявши в полон 42 німецьких солдатів.
11 вересня командос увійшли у взаємодію з американськими армійськими рейнджерами, що висадилися поруч. 13 вересня британці вели важкий бій за селище Драгоне з німецькими десантниками та панцергренадерами, в результаті якого загін втрати 28 осіб загиблими та 51 дістали поранень. Надалі, до 18 вересня, вони виконували бойові завдання щодо прикриття периметру плацдарму. 2-й та 41-й загони зазнали величезних втрат у ході битви за Салерно: 367 воїнів було вбито, поранено чи зникло безвісти, з 738, що висадилися на італійський берег. В цих боях загинув капітан Генрі Веллслі.

### 1944
16 січня 1944 року 2-й загін командос скороченим складом висадився на югославському острові Вис. Передова група діяла на югославській території протягом наступних шести місяців, проводячи рейди по німецьких гарнізонах, атакуючи кораблів, здійснюючи напади та нальоти на важливі об'єкти на окупованій нацистами адріатичних островах. Так, у період з 26 січня до 4 лютого загін здійснив чотири нальоти на острів Хвар, де оборону тримали німецькі війська. 19 березня 110 командос загону атакували селище Грохот на острові Шолта. Надалі, британці разом з югославськими партизанами продовжували виконання завдань і лише 23 червня вони повернулися до Італії.
У ніч з 28 на 29 липня 1944 року командос 2-го загону висадилися поблизу Шпілже в Албанії із завданням проведення рейду на німецькі позиції в місті Хімара. У ході бою, що спалахнув, гарнізон окупантів був знищений, але британці втратили 29 осіб загиблими та 61 пораненими. 22 вересня вони здійснили повторний рейд на албанські території, цього разу британські командос мали знищити німецький гарнізон у морському порту Саранди. Однак, як виявилося пізніше війська вермахту мали потужні сили, що нараховували близько 2000 вояків, і артилерію. Битва затягнулася. 24 вересня британці прислали підкріплення, загін No. 41 морської піхоти. Тільки 9 жовтня об'єднаними зусиллями з албанськими партизанами, союзникам вдалося здобути Саранду. Німці, що дислокувалися на острові Корфу, опинилися відрізаними від своїх головних сил і в листопаді 1944 року капітулювали.

### 1945
1 квітня 1945 року 2-га бригада у повному складі з особовим складом загонів No. 2, 9, 40 та 43 під командуванням підполковника Ронні Тода залучалася до проведення операції «Роаст» в бухті Комаккьо на північному сході Італії. З початком масштабного наступу союзних військ на півночі країни, командос вели затяті бої з противником, примушуючи його відступити за річку По й своїми діями забезпечували фланг 8-ї британської армії. В ході битви британські командос знищили три піхотні батальйони, два артилерійські підрозділи та кулеметну роту Вермахту. Вояки захопили 946 німецьких солдатів у полон, а також 20 польових гармат й значну кількість мінометів, реактивних установок противника.